# Postnikow-Turm
Ein Postnikow-Turm oder Postnikow-System ist im mathematischen Teilgebiet der algebraischen Topologie eine Methode, einen gegebenen topologischen Raum in Eilenberg-MacLane-Räume zu zerlegen, was zum Beispiel die Berechnung seiner Homologiegruppen mittels Spektralsequenzen ermöglicht.

## Definition
Es sei {\displaystyle X} ein gegebener topologischer Raum. Ein Postnikow-Turm von {\displaystyle X} ist eine Folge
{\displaystyle \ldots \to Y_{n}\to Y_{n-1}\to \ldots \to Y_{2}\to Y_{1}}
von Abbildungen topologischer Räume mit folgenden Eigenschaften:
- für alle {\displaystyle n} ist {\displaystyle Y_{n}\to Y_{n-1}} eine Faserung
- für alle {\displaystyle k>n} ist {\displaystyle \pi _{k}Y_{n}=0}
- für alle {\displaystyle k\leq n} ist {\displaystyle \pi _{k}Y_{n}=\pi _{k}X}.

## Eigenschaften
- Ein Postnikow-Turm existiert für jeden zusammenhängenden Raum. Für CW-Komplexe {\displaystyle X} sind die Räume im Postnikow-Turm bis auf Homotopieäquivalenz eindeutig bestimmt, sonst nur bis auf schwache Homotopieäquivalenz.
- Man erhält {\displaystyle Y_{n}} (bis auf Homotopieäquivalenz) aus {\displaystyle X}, indem durch Ankleben von Zellen der Dimensionen {\displaystyle \geq n+2} an {\displaystyle X} die Homotopiegruppen in Graden {\displaystyle \geq n+1} "getötet" werden. (Indem man die Inklusion {\displaystyle Y_{n+1}\to Y_{n}} durch ihren Abbildungskegel ersetzt, erhält man eine Faserung, ohne den Homotopietyp zu ändern.)
- Falls {\displaystyle X} ein CW-Komplex ist, dann ist {\displaystyle Y_{1}} ein Eilenberg-MacLane-Raum {\displaystyle K(\pi _{1}X,1)} und die Faser der Faserung {\displaystyle Y_{n}\to Y_{n-1}} ist ein Eilenberg-MacLane-Raum {\displaystyle K(\pi _{n}X,n)}.
- Die Abbildung von {\displaystyle X} in den projektiven Limes {\displaystyle \varprojlim _{n\in \mathbb {N} }Y_{n}} ist eine schwache Homotopieäquivalenz.
- Falls die Wirkung von {\displaystyle \pi _{1}X} auf {\displaystyle \pi _{n}X} für {\displaystyle n>1} trivial ist, lassen sich die Faserungen {\displaystyle Y_{n}\to Y_{n-1}} als Hauptfaserbündel realisieren.